# Drusilla
För andra betydelser, se Drusilla (olika betydelser).
Drusilla eller Drucilla är ett latinskt kvinnonamn som egentligen är en diminutivform av det romerska släktnamnet Drusus. . 
Den 31 december 2014 fanns det totalt 3 kvinnor folkbokförda i Sverige med namnet Drusilla eller Drucilla, varav endast en bar det som tilltalsnamn.
Namnsdag: saknas

## Personer med namnet Drusilla
- Iulia Drusilla (18 – 38), dotter till Germanicus och Agrippina d.ä. och syster till Caligula
- Drusilla av Iudea (38 - 79), dotter till Herodes Agrippa I och syster till Agrippa II och Bernice. Var först gift med Kung Asizus av Emesa men skilde sig och gifte om sig med den romerske Landshövdingen Felix. Hon finns omnämnd i Apostlagärningarna 24:24.[3]
- Iulia Drusilla (39–41) (39 - 41), dotter till Caligula och hans fjärde fru Milonia Cesonia
- Livia Drusilla (ca 58 f.Kr. – 29), kejsar Augustus tredje hustru.
- Drusilla av Mauretania den yngre – omnämnd i Apostlagärningarna som hustru till Felix (Antonius Felix)[4].

## Fiktiva
- Drusilla (rollfigur) –  rollfigur i serien Buffy och vampyrerna och i serien Angel